# Dalloz
Pour les articles homonymes, voir Dalloz (homonymie).
Éditions Dalloz est une maison d'édition française fondée par Désiré Dalloz en 1845 et spécialisée dans le droit et l'actualité juridique. La marque fait partie du groupe Lefebvre Sarrut depuis 2005.

## Historique

### Les débuts
Fondée par Désiré Dalloz en 1845, la maison d'édition Dalloz est directement issue du Recueil de Jurisprudence générale du Royaume, dont le premier volume sort en 1824, signé par Désiré et son jeune frère, Armand (1797-1857), et dont le titre complet est Journal des audiences de la Cour de cassation et des cours royales, ou Jurisprudence générale du Royaume en matière civile, commerciale et criminelle.
Avocat de formation, Désiré avait, en 1819, épousé Caroline Peyre, petite-fille de l'éditeur Charles-Joseph Panckoucke, et était devenu entre-temps rédacteur, puis directeur (1824), du Journal des audiences. L'alliance entre les familles Peyre-Panckoucke et Dalloz allait permettre à cette dernière de mettre un pied plus rapidement encore dans le monde de l'édition juridique. 
Les débuts de Dalloz commencent donc avec le développement du Recueil de Jurisprudence générale, qui constitue encore aujourd'hui l'un des titres essentiels de son catalogue. Cependant, Désiré, très pris par son métier et ses ambitions politiques (il fut député sous la monarchie de Juillet), délègue le travail d'édition à son frère Armand. Ce dernier lance en 1832 le Répertoire méthodique et alphabétique de tous les codes publiés sous Napoléon : en tout, 47 volumes et 19 suppléments seront publiés étalés sur soixante-cinq années. Dès lors, le marché de l'imprimé juridique français compte deux concurrents : Dalloz et Jean-Baptiste Sirey.

### Les Codes annotés

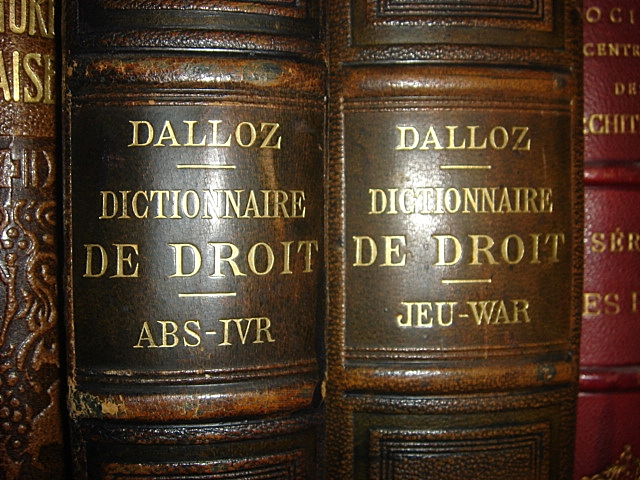
Dictionnaire du droit, 5e édition.

D'autres titres permettent de populariser la Jurisprudence générale Dalloz entre 1838 et 1847, par exemple le Cours de droit civil français de Charles Aubry et Charles-Frédéric Rau, d'abord traduction puis adaptation (1837-1847) d'un ouvrage du juriste allemand Karl Salomo Zachariä et qui fut refondue sans interruption jusque dans les années 1970.
Au début du second Empire, Désiré, malade, passe le flambeau à ses deux fils Édouard (1826-1886) et Paul (1829-1887). Le premier, avocat et député, s'associe à Charles Vergé, son parent, et développe encore la marque en inventant dans les années 1870 les Codes annotés puis un Petit Dictionnaire de droit dont le slogan est « Les lois à la portée de tous ». 
De son côté, Paul rachète les parts du Moniteur universel à Ernest Panckoucke et en devient le patron. D'autre part, Mame, principal imprimeur français au XIXe siècle et basé à Tours, entre dans l'activité presse de la maison par le biais de la fille d'Armand Dalloz qui épouse Paul-Jules-Armand Mame (1833-1903).

### Dalloz S.A.
La direction passe ensuite aux enfants de Charles Vergé, Charles-Laurent et Henry, qui s’associent à Roger de Rigny, petit-fils d'Armand Dalloz. En 1910, ils forment la Société anonyme Dalloz, première du genre en France, bientôt imité par Hachette (1919). Lancés avec succès, Le Dictionnaire des communes et le Bulletin Dalloz permettent de dégager un chiffre d'affaires en 1913 de plus de 14 millions de francs : l'entreprise est largement rentable (15 % de marge nette).
Dans les années 1920, la concurrence avec Sirey, les codes Rousseau et du Juris-Classeur pousse Dalloz à innover : ce seront les Petits codes annotés, destinés aux étudiants. 
En 1936, Emmanuel Vergé prend les commandes de l'entreprise mais la destruction en 1940 du site Mame par les bombardements allemands ampute Dalloz de sa filière imprimerie ; en 1945, Dalloz reçoit des indemnités pour dommages de guerre.

### Fusions et acquisitions
Au milieu des années 1950, Dalloz et Sirey concertent leurs activités, jusqu'à fusionner en 1965. Dalloz rachète aussi l'imprimeur Jouve[réf. nécessaire], puis en 1956 les éditions Rousseau.
Dans les années 1960-1970, son activité s'est développée, avec l'acquisition de plusieurs marques telles Lebon, Delmas et les Actualités Juridiques (AJDA, AJ Famille, AJ Pénal, AJDI, AJFP).

### Dalloz aujourd'hui
Après avoir été un temps propriété du Groupe de la Cité, les Éditions Dalloz ont été revendues par Hachette Livre aux Éditions Lefebvre Sarrut en 2006, ce dernier devenant le premier groupe français d'édition juridique. 
Dalloz publie plus de 350 titres par an sous les marques Dalloz, Sirey, Delmas et Juris associations, dont les petits « Codes rouges ».

## Les activités du groupe

### L'édition
Le nom « Dalloz » est devenu dès l'entre-deux-guerres un terme de référence en droit pour désigner à la fois les codes publiés, mais également les actualités jurisprudentielles. 
La série des « Grands Arrêts », dont les 16 éditions des GAJA (« Grands arrêts de la jurisprudence administrative »), constitue également des ouvrages de référence juridique, tout comme la collection des « Précis » :
- en droit privé : « Introduction générale au droit », « Les obligations », « Les biens », « Les personnes », le « Droit commercial », le  « Droit de la promotion immobilière », « Les régimes matrimoniaux » ou les « Grands arrêts de la jurisprudence civile », ainsi qu'en sciences criminelles (« Droit pénal », « Procédure pénale », « Droit pénal spécial », « Criminologie », « Droit pénal comparé »), etc.
- en droit public : « Droit administratif », « Droit des libertés fondamentales », « Droit de l'environnement », « Droit constitutionnel », etc.

### Services web
Depuis 2006, tous les fonds documentaires en droit administratif, droit des affaires, droit civil, droit européen et international, droit immobilier, droit pénal et droit social, sont intégrés dans le site Dalloz.fr. L'accès à ces documents fait l'objet d'un abonnement payant.